# 67e Legerkorps (Wehrmacht)
Het Duitse 67e Legerkorps (Duits: Generalkommando LXVII. Armeekorps) was een Duits legerkorps van de Wehrmacht tijdens de Tweede Wereldoorlog. Het korps kwam alleen in actie aan het Westfront.

## Krijgsgeschiedenis

### Oprichting
Het 67e Legerkorps werd opgericht op 20 januari 1944 in Brussel door hernoeming van het 67e Reservekorps.

### 1944
Het korps werd omgedoopt om klaar te zijn voor een frontlijn-taak. Dit was het beschermen van de Somme-monding. Deze lag op de scheiding tussen 2 legerkorpsen en dat werd door de Duitsers als te gevaarlijk aangezien. Op 5 februari werd het stafkwartier in Amiens gevestigd en kreeg het korps het bevel over 2 divisies aan weerszijden van de Somme-monding: de 344e en 348e Infanteriedivisie. Het korps bleef aan deze kust, ook nadat de geallieerden in Normandië geland waren. Na de Duitse nederlaag in Normandië en de daaropvolgende terugtocht, kwam het front op 1 september aan bij het korps, en vanaf daar nam het korps deel aan de terugtocht. Op 5 september lag het korps bij Calais en trok daarna terug naar Zeeuws-Vlaanderen. Tussen 10 en 12 september stak het korps over de Westerschelde en werd naar het front ten noorden van Antwerpen verplaatst. Tussen 2 en 16 oktober moest het korps wijken voor Canadese troepen, die richting Woensdrecht oprukten. Op 20 oktober begon Operatie Pheasant bij het Kanaal Dessel-Turnhout-Schoten. Eind september was er een doorbraak bij dit kanaal, waardoor de recent bevrijde dorpen ten noorden van het kanaal konden dienen als startpunt voor de bevrijding van Brabant. Na soms bittere strijd was deze operatie op 9 november met de bevrijding van Moerdijk voltooid. Het korps was nu teruggedrongen tot achter het Hollandsch Diep. Hier verbleef het korps rond Dordrecht. Eind november werd het korps verplaatst, naar het gebied rond Krefeld. En vervolgens als voorbereiding van het Ardennen Offensief nog iets zuidelijker. Op 16 en 17 december probeerde het korps rond Monschau door de Amerikaans linies te breken met de 272e en 326e Volksgrenadierdivisies. Maar dit lukte niet. Daarna bleef het front hier stabiel.

### 1945

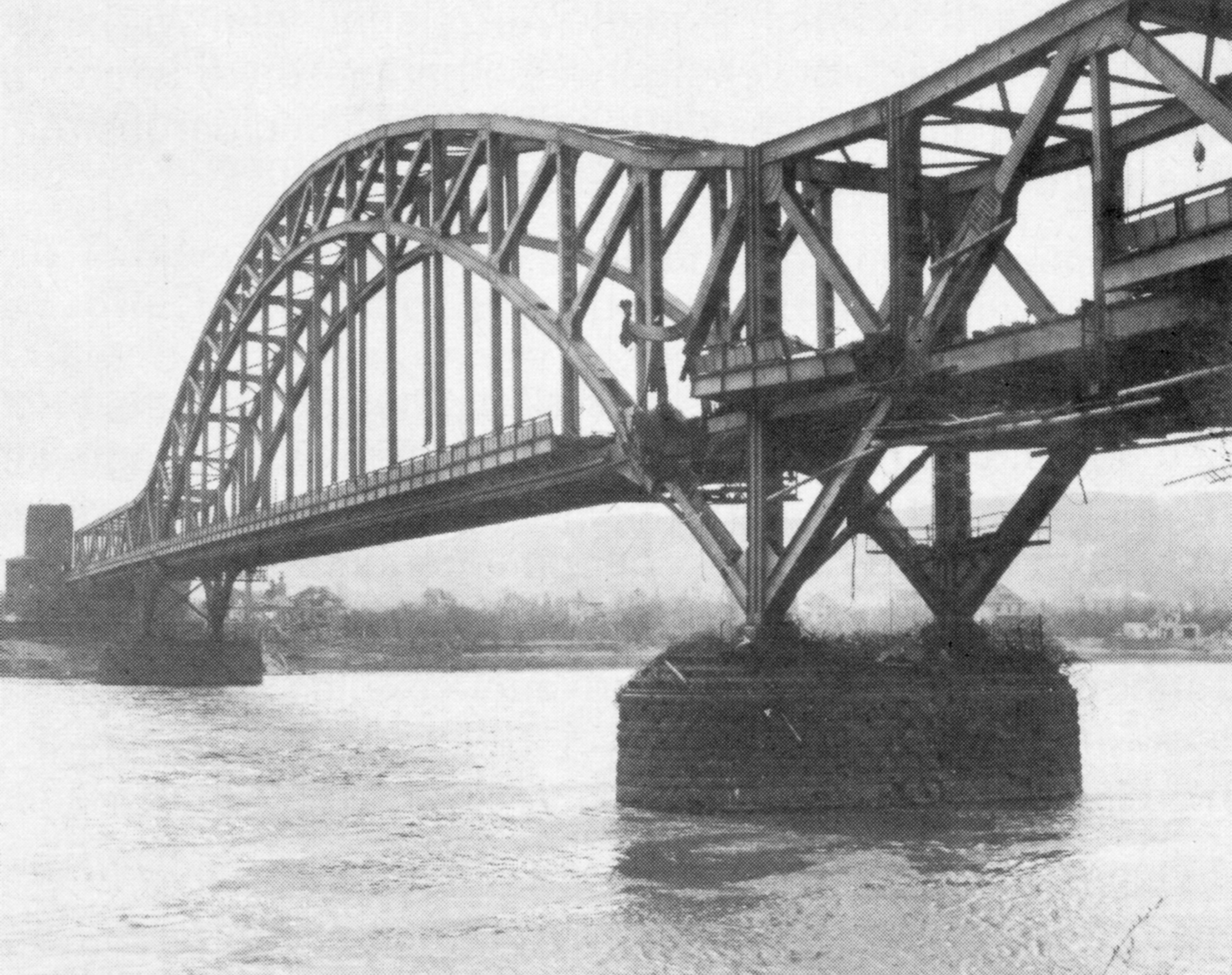
De Ludendorff-brug bij Remagen, nadat het korps niet had kunnen verhinderen dat de Amerikanen hem veroverden.

Gedurende de maand januari 1945 werd de zuidelijke vleugel van het korps weer teruggedreven tot achter Sankt Vith en vanaf 1 februari was het korps weer terug op Duits grondgebied. Maar pas een maand later, in Operatie Lumberjack (1 tot 7 maart), kwam het korps echt in problemen en moest halsoverkop terugtrekken tot achter de Rijn, in de buurt van Remagen. Op 7 maart namen de Amerikanen in de sector van het korps de brug bij Remagen in bezit en begonnen meteen een bruggenhoofd uit te bouwen. Het korps pakte de zuid-sector van het bruggenhoofd op ter verdediging. Tijdens de uitbraak van de Amerikanen uit het bruggenhoofd vanaf 24 maart, kon het korps geen effectieve weerstand meer bieden. Het korps werd vol aangevallen en viel letterlijk uiteen, zozeer dat het een week lang geen contact had met Heeresgruppe B. Het moest uitwijken naar het noordoosten. Op 1 april sloten de Amerikanen de Ruhr pocket en (de armzalige resten van) het korps bevond zich op dat moment net buiten de omsingeling. De volgende dag werd het korps toegevoegd aan het 11e Leger, dat als doel kreeg de omsingeling te doorbreken. Dat was, met de beschikbare middelen, een volstrekte illusie. Het aanvalsbevel werd dan ook op 4 april ingetrokken. Vervolgens werd het korps tezamen met het 11e Leger de Harz ingedreven door de naar de Elbe oprukkende Amerikaanse troepen. Uit de omsingeling die volgde was geen ontsnappen mogelijk.
Het 67e Legerkorps capituleerde op 19 april 1945 in de Harz.

## Bovenliggende bevelslagen
| Leger               | Legergroep     | Plaats/regio              | Begin            | Eind             |
| ------------------- | -------------- | ------------------------- | ---------------- | ---------------- |
| direct onder bevel  | Heeresgruppe D | Brussel                   | 20 januari 1944  | 5 februari 1944  |
| 15. Armee           | Heeresgruppe D | Amiens                    | 5 februari 1944  | mei 1944         |
| 15. Armee           | Heeresgruppe B | Amiens, Breda             | mei 1944         | 23 november 1944 |
| 1. Fallschirm-Armee | Heeresgruppe H | Amiens, Breda             | 23 november 1944 | 13 december 1944 |
| 6. SS-Panzerarmee   | Heeresgruppe B | Monschau, Ardennen, Eifel | 13 december 1944 | 27 december 1944 |
| 15. Armee           | Heeresgruppe B | Ardennen, Eifel           | 27 december 1944 | 17 januari 1945  |
| 6. SS-Panzerarmee   | Heeresgruppe B | Ardennen, Eifel           | 17 januari 1945  |                  |
| 5. Panzerarmee      | Heeresgruppe B | Eifel                     | februari 1945    | 26 februari 1945 |
| 15. Armee           | Heeresgruppe B | Eifel                     | 26 februari 1945 | 2 april 1945     |
| 11. Armee           | OB West        | Kassel, Harz              | 2 april 1945     | 19 april 1945    |

## Commandanten

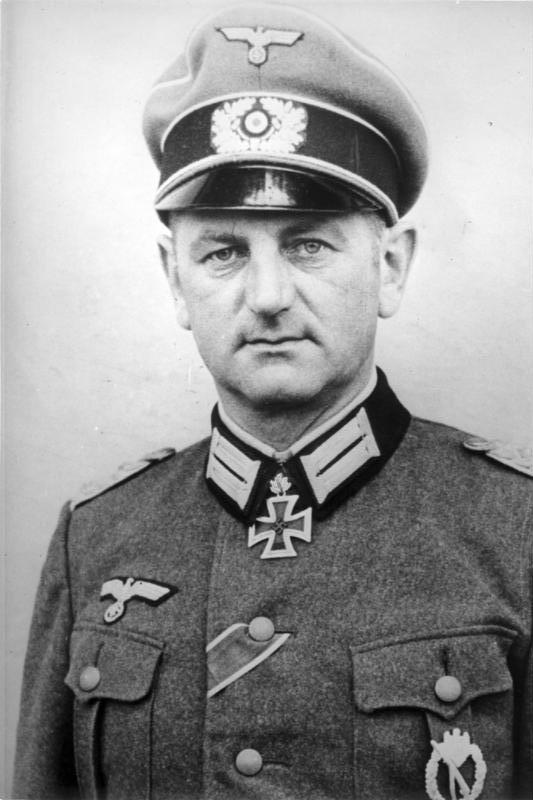
Otto Hitzfeld (hier als Oberst in januari 1942)

| Rang                                                           | Naam                            | Begin                               | Eind                               | Opmerking |
| -------------------------------------------------------------- | ------------------------------- | ----------------------------------- | ---------------------------------- | --- |
| General der Infanterie                                         | Walther Fischer von Weikersthal | 20 januari 1944 - 25 september 1944 | 1 juni 1944                        | |
| Generalleutnant                                                | Alfred Gause                    | 1 juni 1944                         | 7 juni 1944                        | m.st.F.b. (mit der stellvertretende Führung beauftragt) (vrije vertaling: met het plaatsvervangend leiderschap belast) |
| General der Infanterie                                         | Walther Fischer von Weikersthal | 7 juni 1944                         | 24 juli 1944                       | |
| Generalleutnant                                                | Carl Püchler                    | 24 juli 1944                        | 25 juli 1944                       | m. d. F. b. (mit der Führung beauftragt) (vrije vertaling: met het leiderschap belast)                                 |
| General der Infanterie                                         | Otto Sponheimer                 | 25 juli 1944                        | 25 oktober 1944 - 17 december 1944 | |
| Generalleutnant                                                | Friedrich-August Schack         | 25 oktober 1944                     | 28 oktober 1944                    | m.st.F.b. |
| Generalleutnant General der Infanterie (vanaf 1 november 1944) | Carl Püchler                    | 28 oktober 1944                     | 30 november 1944                   | |
| Generalleutnant                                                | Felix Schwalbe                  | 1 december 1944                     | 17 december 1944                   | m.st.F.b. |
| General der Infanterie                                         | Otto Hitzfeld                   | 17 december 1944                    | 19 april 1945                      | |